# Everything but the Girl
Everything but the Girl este un duo muzical englez format în Kingston upon Hull în 1982, alcătuit din solista și chitarista Tracey Thorn și chitaristul, cântărețul la clape, producătorul și solistul Ben Watt. Primele melodii ale grupului au fost clasificate drept pop sofisticat cu influențe de jazz. După succesul mondial al hitului „Missing” din 1994, compozițiile lor au abordat un stil electronic.
Duo-ul au avut patru piese în top zece și doisprezece piese în topul 40 în Marea Britanie. Cei doi au primit opt certificări cu aur și două de platină de la British Photographic Industry, precum și un album de aur RIAA în SUA. Coperta lor pentru „I Don’t Want to Talk About It” a ajuns pe locul trei în UK Singles Chart în 1988, o performanță care mai târziu va fi egalată de „Missing”, care s-a clasat în top în mai multe țări și a ajuns pe locul doi în SUA Billboard Hot 100 în 1995 și care a petrecut peste șapte luni în UK Singles Chart.
Cel de-al nouălea album al lor, Walking Wounded (1996) a intrat în topul albumelor din Marea Britanie pe locul nr. patru și a generat primele 10 single-uri „Walking Wounded” și „Wrong”. Trupa a devenit inactivă în 2000, Thorn declarând că nu va mai cânta live. Thorn și Watt, care nu și-au făcut public relația romantică în timp ce erau activi, s-au căsătorit în 2009, ambii au lansat albume solo și au spus că este puțin probabil ca Everything but the Girl să fie din nou activ.
Cu toate acestea, în noiembrie 2022, Thorn și Watt au anunțat că au înregistrat un nou album pe care l-au pregătit de lansare pentru al doilea trimestru al anului 2023. Fuse, primul material nou al trupei în 24 de ani, a fost lansat pe 21 aprilie 2023. Albumul s-a clasat pe locul 3 în Topul Oficial al Albumelor din Marea Britanie, făcându-l cel mai popular album din cariera lor. Într-o recenzie de 5 stele, The Guardian a spus: „Încă observăm frontiera pop după 40 de ani. Este realizat sonor de oameni cu o dragoste profundă și o înțelegere a muzicii din care sunt inspirați... o revenire care merita așteptată.”

## Istoric

### Formarea și primii ani
Când Thorn și Watt s-au întâlnit, amândoi frecventau Universitatea din Hull și ambii aveau un contract cu casa de discuri independentă Cherry Red Records, ca artiști solo. Thorn a fost, de asemenea, membru al trio-ului Marine Girls . Fecare dintre membrii au avut câte un album solo prin Cherry Red: LP-ul lui Thorn din 1982 a fost A Distant Shore, un mini-album cu opt piese. LP-ul de debut al lui Watt din 1983 – continuarea EP-ului său de 5 piese din 1982 Summer Into Winter cu Robert Wyatt – a fost intitulat North Marine Drive . 

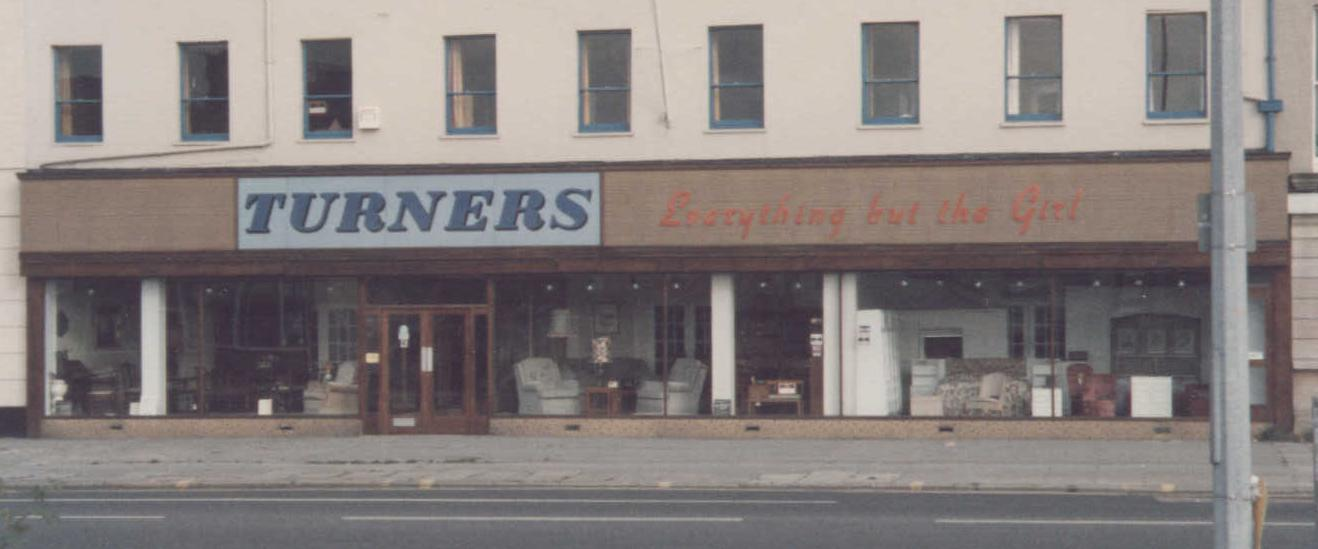
Vedere din 1985 a lui Turners, cu sloganul Everything but the Girl

Au format un duo și au adoptat numele Everything but the Girl dintr-un slogan folosit de magazinul Hull Turner's Furniture de pe Beverley Road din orașul Hull din Anglia.
Single-ului de debut  al celor de la Everything but the Girl, un cover al piesei „Noapte și zi” de Cole Porter, a fost lansat în iunie 1982. Single-ul a avut vânzări constante și a avut expunere dpublică printr-un album compilație intitulat Pillows & Prayers, fiind reeditat în august 1983.
Everything but the Girl, a semnat cu Blanco y Negro Records și și-au lansat albumul de debut Eden în iunie 1984. Albumul a ajuns la nr.14 în UK Albums Chart, petrecând 20 de săptămâni în top.  Din album "Each and Every One" a fost singleul care a ajuns pe locul nr.28 în top 40 din Marea Britanie.
În ciuda istoriei lor timpurii ca artiști independenți consacrați, pentru noii veniți Everything but the Girl a fost considerat parte a stilului de muzică jazz/popular cunoscut sub numele de „sophisti-pop”, alături de alte trupe britanice precum Carmel, Swing Out Sister, Sade, Matt Bianco și  The Style Council.  Everything but the Girl au lucrat cu producătorul Robin Millar, care a produs simultan și albumul de debut al lui Sade în același studio, alternând între colaborarea cu cele două trupe.
O versiune diferită a albumului Everything but the Girl, a fost lansată în Statele Unite pe eticheta Sire. Lansarea în SUA conține șase piese de la Eden, două single-uri din Marea Britanie și patru piese alternative. 
Albumul din 1985 Love Not Money a fost cel de-al doilea album de studio al lor și a semnalat o îndepărtare de la influențele jazz spre o influență mai tradițională cu o chitară electrică, aranjamente de bas și tobe. Ediția albumului din SUA a inclus două melodii suplimentare care nu erau în versiunea originală din Marea Britanie: o versiune cover a cântecului Pretenders „Kid” și „Heaven Help Me”. 
Anul următor au lansat Baby, the Stars Shine Bright, înregistrat cu o orchestră la Abbey Road Studios. Primul single de pe album a fost „Come on Home”, urmat de „Don’t Leave Me Behind”.
În 1988, Everything but the Girl a lansat Idlewild. Îmbinând instrumentația acustică cu tobe secvențiate și sintetizatoare, albumul a ajuns la nr.13 în UK Albums Chart, petrecând 15 săptămâni în top. O versiune coperta a piesei „I Don’t Want to Talk About It” de Danny Whitten, piesa care a avut anterior succes fiind cântată de Rod Stewart, a fost lansată ca single al duoului la scurt timp după aceea. Piesa a ajuns la nr.3 în UK Singles Chart și a fost adăugată la ultimele numere ale albumului.

În 1991, duoul a lansat albumul auto-produs Worldwide. Albumul s-a clasat la nr.29 în topul albumelor din Marea Britanie.
În 1992 au fost lansat EP-ul acustic Covers  care a ajuns la nr.13 în top 40 din Marea Britanie. Piesa principală a fost „ Love Is Strange ”. A inclus, de asemenea, versiuni de cover ale piesei „Tougher Than the Rest” de Bruce Springsteen; „ Time after Time” de Cyndi Lauper și „ Alison” de Elvis Costello. Aceste patru piese au fost incluse pe singurul album din SUA, Acoustic.
În vara lui 1992, duo-ul a fost forțat să reducă înregistrările și turneele timp de câteva luni, când Watt a dezvoltat sindromul Churg-Strauss, o boală autoimună rară. Internat în spital timp de 10 săptămâni, el a suferit mai multe operațiuni care i-au salvat viața. El a scris ulterior o carte Pacient, despre încercarea sa în apropierea morții.
În 1993, Everything but the Girl a lansat două EP-uri în Marea Britanie. Unul a prezentat o versiune a piesei „The Only Living Boy in New York” de Paul Simon. Celălalt a dat naștere unui hit ulterior din top 10 din Marea Britanie, „I Didn’t Know I Was Looking for Love”.

### Apreciere la nivel mondial
În 1994, Everything but the Girl a lansat cel de-al șaptelea album, Amplified Heart, un album hibrid de folk rock și muzică electronică, cu contribuții de la chitaristul Richard Thompson, contrabasistul Danny Thompson, bateristul Dave Mattacks și producătorul John Coxon. Producătorul Todd Terry a remixat piesa „Missing”, iar când a fost lansată ca single, a devenit un succes internațional. A ajuns în primele zece din lume, inclusiv în SUA, unde a atins vârful pe locul nr.2 în Billboard Hot 100.
În timp ce înregistrau Amplified Heart, Thorn și Watt au scris versuri și muzică pentru două piese – „Protection” și „Better Things” de pe cel de-al doilea album al lui Massive Attack, Protection. Thorn a cântat vocea principală în ambele piese. Single-ul „Protection” a ajuns la nr.14 în top 40 din Marea Britanie. Albumul a ajuns la nr.4 în topul albumelor din Marea Britanie.
Încurajat de succesele recente și în afara contractului la WEA, Everything but the Girl a lansat Walking Wounded, autoprodus, în 1996, licențiat exclusiv către Atlantic Records pentru Statele Unite și Canada și Virgin Records pentru Restul Lumii. Prin colaborări cu Spring Heel Jack și Howie B, albumul introdus un nou sunet electronic pentru duo. Albumul s-a clasat la nr.4 în UK Albums Chart și a dat naștere la două single-uri din top zece din Marea Britanie – „Walking Wounded” și „Wrong”. Alte două single-uri – „Single” și „Before Today” – au ajuns pe locul nr.20 și respectiv nr.25.
În 1999, duo-ul a continuat cu al nouălea și ultimul lor album de studio, Temperamental. Albumul s-a clasat la nr.16 în topul albumelor din Marea Britanie.
Duo-ul și-a susținut ultimul spectacol la Festivalul de Jazz de la Montreux în 2000.

### Pauza prelungită
„Conștiința de sine este un lucru periculos: până la al treilea sau al patrulea album, oamenii ne aruncau comparații și trebuie să fii foarte dur să- le rezisti. Și până la sfârșitul anilor '90, cântam pentru 5.000 de oameni pe noapte. Stăteam pe scenă, privind afară, gândindu-mă: „Nu vreau să fiu atât de mare”.
Între 2000 și 2022, nu au existat înregistrări noi de la Everything but the Girl. În 2002, 2004 și 2005, duo-ul a organizat compilații ale materialului lor. Compilația din 2004, Like the Deserts Miss the Rain, a fost o lansare pe DVD care a inclus filmări ale unei spectacole din 1999 la Forumul din Londra, Marea Britanie, pentru care John McKenzie și colaboratorul de lungă durată Martin Ditcham au cântat alături de pereche ca muzicieni.
Din 1999, Watt s-a concentrat pe munca de DJ și producție/ remix, găsind succes ca jumătate din echipa Lazy Dog, cu partenerul Jay Hannan și colaborând cu Beth Orton la albumul ei din 1999 Central Reservation și albumul ei din 2002 Daybreaker. Watt a continuat apoi cu un nou unghi în cariera sa solo, care a inclus lansarea casei de discuri Buzzin' Fly în 2003, și devenind co-proprietar-fondator al cluburilor de noapte Neighbourhood și Cherry Jam în perioada 2002-2005. Watt a lansat o serie de producții orientate spre club, inclusiv EP-ul Bright Star, cu producătorul Stimming și cântăreața britanică Julia Biel, la Buzzin' Fly în 2010.
În 2005, Thorn a co-scris și înregistrat vocea piesei „Damage”, o colaborare cu trupa germană Tiefschwarz, care a apărut pe albumul lor Eat Books. Al doilea album solo al lui Thorn, Out of the Woods, a fost lansat apoi în 2007, urmat de al treilea album solo, Love and Its Opposite, în 2010. În octombrie 2011, Thorn a lansat o versiune cover a piesei „Night Time” a lui The xx, la care Watt a cântat la chitară și ca acompaniament cu vocea. Aceasta a fost prima lor înregistrare împreună în peste un deceniu, deși nu a fost o lansare Everything but the Girl.
Într-un interviu din aprilie 2011, Thorn a fost întrebat dacă va lucra din nou cu Watt ca Everything but the Girl. Thorn a răspuns: „Da, continuăm să spunem că suntem aproape gata să lucrăm din nou împreună. Există anumite obstacole, unele practice, altele psihologice, pe care ar trebui să le depășim. Dar se poate întâmpla foarte bine.” O colecție de cântece de Crăciun, Tinsel and Lights, pentru care Thorn a înregistrat versiuni cover ale cântecelor de Crăciun cu două noi piese originale, a fost lansată în octombrie 2012 pe casa de discuri sora lui Buzzin' Fly, Strange Feeling. Watt și copiii cuplului au oferit acompaniament vocal la piesa originală „Joy”.
În 2012, primele patru albume ale trupei au fost reeditate de Edsel Records ca CD-uri duble „deluxe”, cu înregistrări demo și alte materiale suplimentare. La acea vreme, Watt a explicat că Warner Music Group încă mai păstra controlul asupra catalogului lor: „marea noastră frică era că într-o zi ne vom trezi cu piesele reeditate, fără să ne spună.”; când reprezentantul de la Edsel, companie specializată în material reeditat, a luat contact cu ei, cuplul a decis că timpul este potrivit. În plus, Thorn a declarat că gândul de a reforma trupa și de a cânta live a umplut-o „de o frică rece” – după ce a reascultat înregistrările timpurii „Everthing but the Girl”, Thorn a experimentat un sentiment de „Doamne, ei bine, nu mai sunt acea persoana cu adevărat”.
O a doua tranșă de reeditări Demon/Edsel, care acoperă cele patru albume lansate între 1990 și 1994, a fost anunțată în septembrie 2013. Potrivit site-ului Everything but the Girl, „Încă o dată, Ben și Tracey au ajutat în fiecare etapă a procesului, aprovizionând demonstrații, rarități și suveniruri pentru lansări”.
Ultimele două albume ale trupei, Walking Wounded și Temperamental au primit tratamentul de lux și au fost reeditate de Demon/Edsel pe 4 septembrie 2015.
Watt și-a întrerupt asocierea cu casele de discuri și activitățile de DJ pentru a reveni la rădăcinile sale de cântăreț și compozitor folk-jazz în 2014. Primul său album solo din 1983, Hendra a fost lansat pe 14 aprilie 2014. A avut colaborări cu Bernard Butler, fostul trupă Suede, producătorul din Berlin Ewan Pearson și David Gilmour de la Pink Floyd. Albumul a câștigat categoria „Cel mai bun album al doilea „dificil” la AIM Independent Music Awards 2014.  Într-o recenzie de patru stele, The Guardian a spus: „La începutul decadei de 50 de ani, el face una dintre cele mai bune muzici din cariera sa”.
Pe lângă proiectele muzicale solo, atât Thorn, cât și Watt au scris cărți. Memoriile lui Thorn din 2013, Bedsit Disco Queen, acoperă o parte semnificativă a istoriei Everything but the Girl ca trupă.
În iulie 2017, Everything but the Girl a revendicat drepturile pentru opt dintre albumele lor, plus drepturile americane asupra Temperamental și Walking Wounded de la Warner Music Group; acest catalog va fi acum distribuit prin Chrysalis Records sub licență de la label-ul Watt's Strange Feeling.

### Revenire șiFuse
Pe 2 noiembrie 2022, Thorn a anunțat pe Twitter că un nou album Everything but the Girl a fost înregistrat și va fi lansat în primăvara anului 2023.
Primul single de pe cel de-al 11-lea album al lor, Fuse, „Nothing Left to Lose” a avut premiera la BBC Radio 6 Music pe 10 ianuarie 2023. Fuse a fost lansat pe 21 aprilie 2023 și conține „Nothing Left to Lose” împreună cu încă nouă melodii originale, atât electronice, cât și acustice.

## Premii și nominalizări
| An   | Premiu                       | Lucrare        | Categorie              | Rezultat     |
| ---- | ---------------------------- | -------------- | ---------------------- | ------------ |
| 1996 | MTV EMA⁠(d)                   | Themselves     | Best Dance             | Nominalizare |
| 1996 | Viva Comet Awards⁠(d)         | Themselves     | Best International Act | Câștigat     |
| 1996 | Brit Awards⁠(d)               | "Missing⁠(d)"   | Best British Single    | Nominalizare |
| 1996 | Ivor Novello Awards          | "Missing⁠(d)"   | The Best Selling Song  | Nominalizare |
| 2000 | Billboard Music Video Awards | "Five Fathoms" | Dance Clip of the Year | Nominalizare |
| 2007 | BMI London Awards⁠(d)         | "Missing"      | 3 Million Award        | Câștigat     |

## Colaborări
- - Under the Cover – Other People Sing Other People's Songs – "Alfie" (1988)
  - "Protection" (with Massive Attack)[38]
  - Batman Forever Soundtrack – "The Hunter Gets Captured by the Game" (with Massive Attack)
  - Back to Mine – mix CD compilat de Everything but the Girl
  - She's Having a Baby Soundtrack – "Apron Strings"[39]
  - Red Hot + Rio (1996 AIDS benefit album produced by the Red Hot Organization) – "Corcovado (Quiet Night of Quiet Stars)"
  - Coloana sonoră The Saint – "Before Today" (2005)

## Discografie
- Eden (1984)
- Love Not Money (1985)
- Baby, the Stars Shine Bright (1986)
- Idlewild (1988)
- The Language of Life (1990)
- Worldwide (1991)
- Acoustic (1992)
- Amplified Heart (1994)
- Walking Wounded (1996)
- Temperamental (1999)
- Fuse (2023)